# ماساتو سايتو
ماساتو سايتو (باليابانية: 斉藤 雅人) (مواليد 1 ديسمبر 1975)، هو لاعب كرة قدم ياباني سابق كان يلعب كلاعب وسط.

## وصلات خارجية
- ماساتو سايتو على موقع رابطة كرة القدم اليابانية للمحترفين (اليابانية)
- ماساتو سايتو على موقع قاعدة بيانات كرة القدم.إي يو (الإنجليزية)
- ماساتو سايتو على موقع Soccerway.com (الإنجليزية)
- ماساتو سايتو على موقع عالم كرة القدم.نت (الإنجليزية)